# Giro de Italia 1933
La 21.ª edición del Giro de Italia se disputó entre el 5 y el 28 de mayo de 1933, con un recorrido de 17 etapas y 3343 km, que el vencedor completó a una velocidad media de 30,043 km/h. La carrera comenzó y terminó en Milán.
Tomaron la salida 97 participantes, de los cuales 51 terminaron la carrera. 
Alfredo Binda se impuso en la clasificación general de esta edición, logrando así su quinta victoria en el Giro, un récord que tan solo Fausto Coppi y Eddy Merckx han igualado después. Jef Demuysere, que fue líder durante tres etapas, volvió a terminar en segunda posición. Domenico Piemontesi, tercero, les acompañó en el podio.
Este fue el primer Giro en el que se disputó una etapa contrarreloj, la 13.ª, entre Bolonia y Ferrara, con una longitud de 62 km. Binda fue el vencedor.
También fue el año de la aparición del Gran Premio de la Montaña, cuyo líder se diferenciaba por una característica maglia verde. Alfredo Binda fue también el primer vencedor de esta clasificación.
Vicente Trueba, que finalizó 43.º a más de una hora y media de Binda, fue el primer español que terminaba un Giro de Italia.

## Etapas
| Etapa      | Fecha     | Recorrido                    | type                    | Distancia (km) | Ganador        | Líder         |
| ---------- | --------- | ---------------------------- | ----------------------- | -------------- | -------------- | ------------- |
| 1.ª etapa  | 6 de may  | Milán – Turín                | etapa de montaña        | 169            | Learco Guerra  | Learco Guerra |
| 2.ª etapa  | 7 de may  | Turín – Génova               | etapa de montaña        | 216            | Alfredo Binda  | Alfredo Binda |
| 3.ª etapa  | 8 de may  | Génova – Pisa                | etapa de montaña        | 191            | Learco Guerra  | Alfredo Binda |
| 4.ª etapa  | 10 de may | Pisa – Florencia             | etapa de montaña        | 184            | Giuseppe Olmo  | Alfredo Binda |
| 5.ª etapa  | 11 de may | Florencia – Grosseto         | etapa de montaña        | 193            | Learco Guerra  | Jef Demuysere |
| 6.ª etapa  | 12 de may | Grosseto – Roma              | etapa de montaña        | 212            | Mario Cipriani | Jef Demuysere |
| 7.ª etapa  | 14 de may | Roma – Nápoles               | etapa llana             | 228            | Gérard Loncke  | Jef Demuysere |
| 8.ª etapa  | 15 de may | Nápoles – Foggia             | etapa de montaña        | 195            | Alfredo Binda  | Alfredo Binda |
| 9.ª etapa  | 17 de may | Foggia – Chieti              | etapa llana             | 248            | Alfredo Binda  | Alfredo Binda |
| 10.ª etapa | 18 de may | Chieti – Ascoli Piceno       | etapa de montaña        | 158            | Alfredo Binda  | Alfredo Binda |
| 11.ª etapa | 20 de may | Ascoli Piceno – Riccione     | etapa llana             | 208            | Fernand Cornez | Alfredo Binda |
| 12.ª etapa | 21 de may | Riccione – Bolonia           | etapa llana             | 189            | Giuseppe Olmo  | Alfredo Binda |
| 13.ª etapa | 22 de may | Bolonia – Ferrara            | contrarreloj individual | 62             | Alfredo Binda  | Alfredo Binda |
| 14.ª etapa | 24 de may | Ferrara – Údine              | etapa llana             | 242            | Ettore Meini   | Alfredo Binda |
| 15.ª etapa | 25 de may | Údine – Bassano del Grappa   | etapa llana             | 213            | Ettore Meini   | Alfredo Binda |
| 16.ª etapa | 26 de may | Bassano del Grappa – Bolzano | etapa llana             | 148            | Gérard Loncke  | Alfredo Binda |
| 17.ª etapa | 28 de may | Bolzano – Milán              | etapa de montaña        | 284            | Alfredo Binda  | Alfredo Binda |

## Clasificaciones

### Clasificación general
| Clasificación general |                     |            |                   |
| Ciclista              | Ciclista            | Equipo     | Tiempo            |
| --------------------- | ------------------- | ---------- | ----------------- |
| 1.º                   | Alfredo Binda       | Legnano    | 111 h 01 min 52 s |
| 2.º                   | Jef Demuysere       | Ganna      | + 12 min 34 s     |
| 3.º                   | Domenico Piemontesi | Gloria     | + 16 min 31 s     |
| 4.º                   | Alfredo Bovet       | Bianchi    | + 19 min 47 s     |
| 5.º                   | Allegro Grandi      | Dei        | + 21 min 33 s     |
| 6.º                   | Carlo Moretti       | Dei        | + 26 min 16 s     |
| 7.º                   | Ludwig Geyer        | Legnano    | + 27 min 17 s     |
| 8.º                   | Kurt Stöpel         | Legnano    | + 28 min 22 s     |
| 9.º                   | Mario Cipriani      | Ganna      | + 30 min 28 s     |
| 10.º                  | Camillo Erba        | sin equipo | + 30 min 30 s     |

### Clasificación de la montaña
| Clasificación general |               |         |        |
| Ciclista              | Ciclista      | Equipo  | Puntos |
| --------------------- | ------------- | ------- | ------ |
| 1.º                   | Alfredo Binda | Legnano | -      |
| 2.º                   | Alfredo Bovet | Bianchi | -      |
| 3.º                   | Remo Bertoni  |         | -      |

### Clasificación de extranjeros
| Clasificación de extranjeros |                  |         |                   |
| Ciclista                     | Ciclista         | Equipo  | Tiempo            |
| ---------------------------- | ---------------- | ------- | ----------------- |
| 1.º                          | Jef Demuysere    | Ganna   | 111 h 14 min 26 s |
| 2.º                          | Ludwig Geyer     | Legnano | + 14 min 43 s     |
| 3.º                          | Kurt Stöpel      | Legnano | + 15 min 48 s     |
| 4.º                          | René Vietto      | Olympia | + 42 min 23 s     |
| 5.º                          | Karl Altenburger | Olympia | + 49 min 43 s     |

### Clasificación de los corredores "aislados"
| Clasificación general de los "aislado" |                  |         |                   |
| Ciclista                               | Ciclista         | Equipo  | Tiempo            |
| -------------------------------------- | ---------------- | ------- | ----------------- |
| 1.º                                    | Camillo Erba     | Aislado | 111 h 32 min 22 s |
| 2                                      | Antonio Folco    | Aislado | + 25 s            |
| 3.º                                    | Carlo Romanatti  | Aislado | + 2 min 14 s      |
| 4.º                                    | Armando Zucchini | Aislado | + 9 min 36 s      |
| 5.º                                    | Marco Giuntelli  | Aislado | + 13 min 05 s     |

### Clasificación de los independientes
| Clasificación general de los "aislado" |                  |         |                   |
| Ciclista                               | Ciclista         | Equipo  | Tiempo            |
| -------------------------------------- | ---------------- | ------- | ----------------- |
| 1.º                                    | Carlo Moretti    | Dei     | 111 h 28 min 08 s |
| 2                                      | Camillo Erba     | Aislado | + 4 min 14 s      |
| 3                                      | Antonio Folco    | Aislado | + 4 min 39 s      |
| 4.º                                    | Carlo Romanatti  | Aislado | + 6 min 28 s      |
| 5.º                                    | Armando Zucchini | Aislado | + 13 min 50 s     |

### Clasificación por equipos - Trofeo Morgagni
| 1.º | Legnano-Hutchinson | 334 h 01 min 15 s |
| 2.º | Dei-Pirelli        | + 34 min 16 s     |
| 3.º | Bianchi-Pirelli    | + 53 min 37 s     |
| 4.º | Gloria-Hutchinson  | + 1 h 03 min 07 s |
| 5.º | Ganna-Hutchinson   | + 1 h 04 min 07 s |
| 6.º | Olympia-Spiga      | + 1 h 42 min 52 s |